# КПЛ (плавкран)
КПЛ и КНГ — универсальное обозначение речных плавучих кранов общего назначения, выпущенных в СССР с 1950-х годов.

## Перечень кранов КПЛ и КНГ

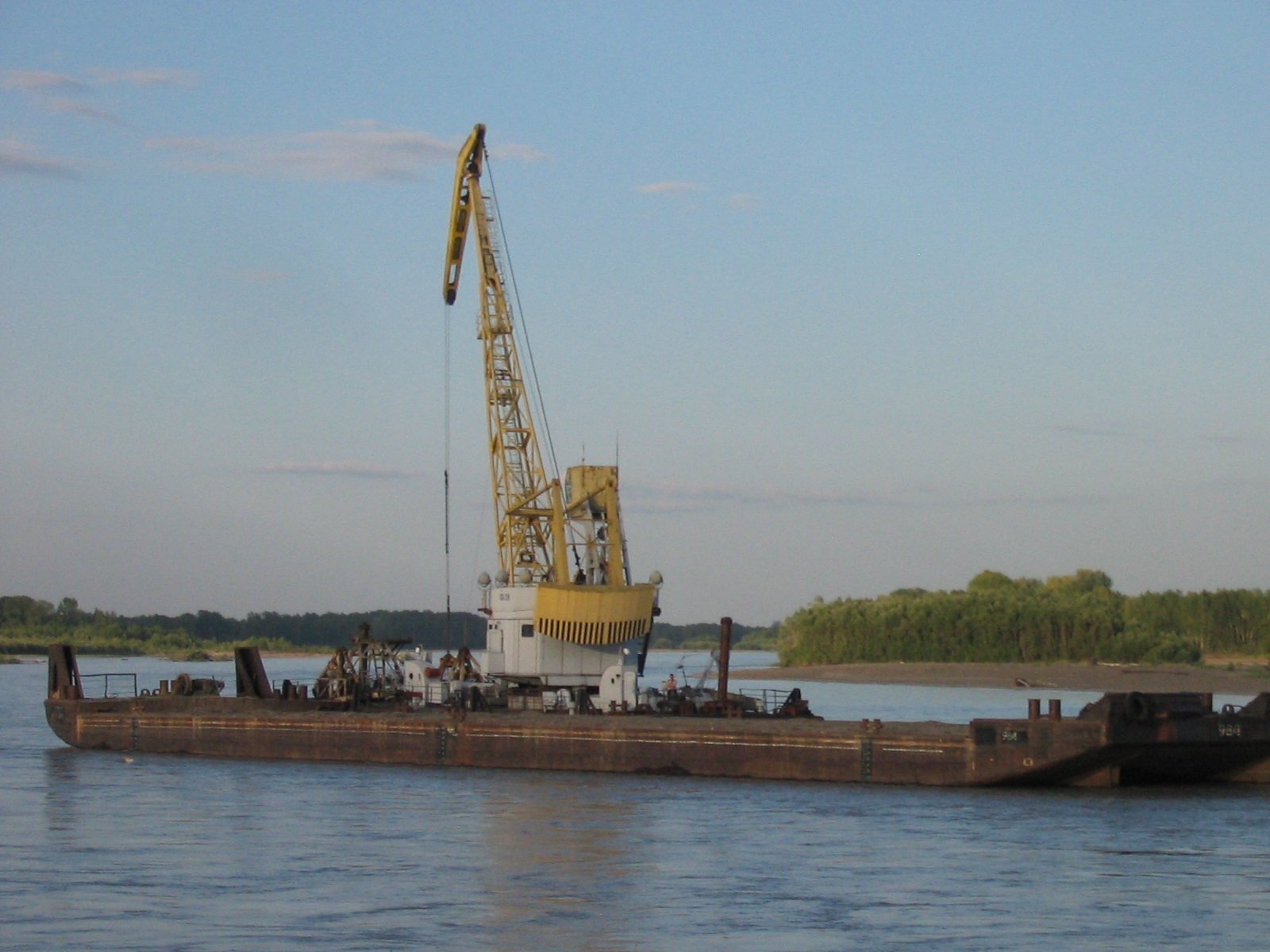
Плавучий кран КПЛ-5-30

Плавкраны модификаций КПЛ и КНГ относятся к судам категории «речные суда технического флота» и предназначены для работы вне акваторий портов, основной функцией которых является погрузо-разгрузочные работы, добыча общераспространённых полезных ископаемых (песок, гравий и т. п.), дноуглубительные и дноочистительные работы в условиях отдаленности от населённых пунктов и других труднодоступных мест акваторий рек и озёр.

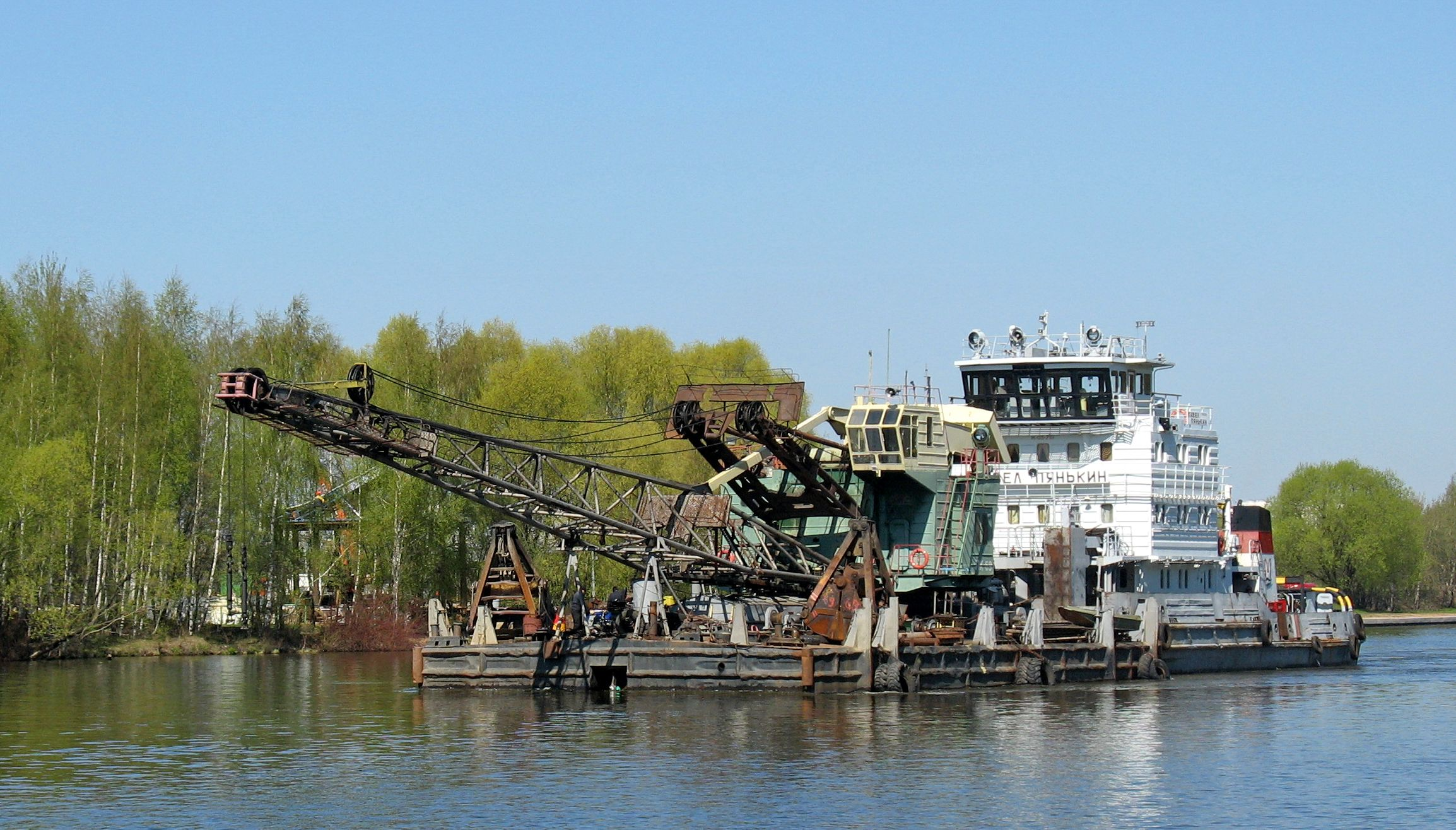
Буксир-толкач типа БТО с плавучим краном КПЛ-15-30 проект 873/К-28 "ПК-69"

В некоторых публикациях, а также в некоторых внутренних документах организаций в модификациях плавкранов вместо аббревиатуры КПЛ используется аббревиатура КНГ (Аббревиатуры КПЛ и КНГ равнозначны и могут указываться в зависимости от модификации плавкрана).
Цифра после аббревиатуры указывает на модификацию плавкрана, технические характеристики которого определяются технической документацией конкретного плавкрана.
Ниже приведены некоторые (но не все) модификации плавкранов:
- КПЛ-1 — полноповоротный несамоходный плавучий кран грузоподъёмностью 5 т с высотой подъёма крюка 16 м.
- КПЛ-2 — полноповоротный несамоходный плавучий кран грузоподъёмностью 16 т с высотой подъёма крюка 18,3 м.
- КПЛ-3 — полноповоротный несамоходный плавучий кран грузоподъёмностью 5 т с высотой подъёма крюка 24 м.
- КПЛ-5 — полноповоротный несамоходный плавучий кран грузоподъёмностью 5 т с высотой подъёма крюка 18,3 м.
- КПЛ-5-30 — полноповоротный несамоходный плавучий кран грузоподъёмностью 5 т с высотой подъёма крюка 18,3 м.
- КПЛ-16 — полноповоротный несамоходный плавучий кран грузоподъёмностью 16 т с высотой подъёма крюка 22 м.
- КПЛ-25 — полноповоротный несамоходный плавучий кран грузоподъёмностью 25 т с высотой подъёма крюка 16 м.
- КПЛ-351 — самоходный плавкран грузоподъёмностью 350 т. с высотой подъёма крюка 36 м.
- КНГ-19, КНГ-20, КНГ-22, КНГ-25 — полноповоротный несамоходный плавучий кран грузоподъёмностью 5 т с высотой подъёма крюка 18,3 м.
- КНГ-37, КНГ-38 — полноповоротный несамоходный плавучий кран грузоподъёмностью 5 т с высотой подъёма крюка 18,3 м.
- КНГ-62 — полноповоротный несамоходный плавучий кран грузоподъёмностью 16 т с высотой подъёма крюка 25 м.
- КНГ-65 — полноповоротный несамоходный плавучий кран грузоподъёмностью 16 т с высотой подъёма крюка 25 м.
- КНГ-81, КНГ-82 — полноповоротный несамоходный плавучий кран грузоподъёмностью 25 т с высотой подъёма крюка 25 м.